# Gestiès
Gestiès település Franciaországban, Ariège megyében. Lakosainak száma 36 fő (2022. január 1.). Gestiès Aston, Miglos, Siguer és Ordino közösség községekkel határos.

## Népesség
A település népességének változása:
| Lakosok száma | 42   | 34   | 21   | 9    | 21   | 23   | 28   | 32   | 33   | 36   |
|               | 1968 | 1982 | 1990 | 2006 | 2013 | 2015 | 2017 | 2019 | 2020 | 2022 |